# Agrias paradoxus
Agrias paradoxus är en fjärilsart som beskrevs av Rebillard 1961. Agrias paradoxus ingår i släktet Agrias och familjen praktfjärilar. Inga underarter finns listade i Catalogue of Life.